# Етьєн Трувело
Етьєн Леопольд Трувело (фр. Étienne Léopold Trouvelot; 26 грудня 1827 — 22 квітня 1895) — французький митець, астроном та ентомолог аматор. Найчастіше часто загадується у зв'язку із ввезенням у Північну Америку личинок непарного шовкопряда — шкідника, що завдає значних збитків у лісовому господарстві.

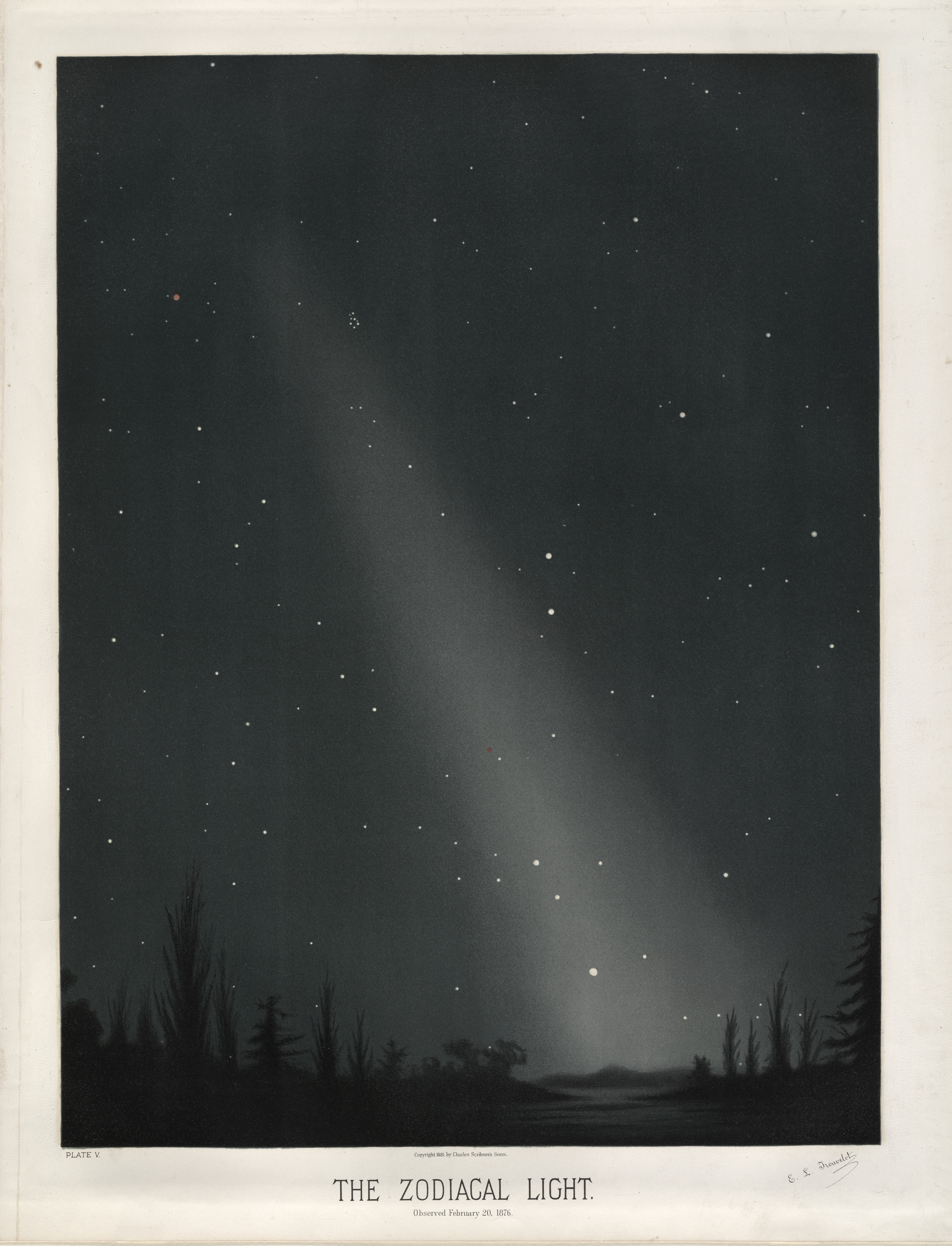
Літографія Трувело, на якій зображено Зодіакальне світло

Ет'єн Леопольд Трувело народився у Франції. Брав участь у політичному житті країни. Мав республіканські погляди. У 1852 році залишив Францію унаслідок державного заколоту, що провів Луі Бонапарт. Трувело емігрував до США, де оселився у робочому передмісті Бостона Медфорді (штат Массачусетс). У цей період він працював художником, пишучи переважно портрети.

## Ввезення непарного шовкопряду до США
Трувело вельми цікавився ентомологією. Його основною метою було дослідження автентичних північноамериканських метеликів сімейства шовкопрядових для подальшого розведення та виробництва шовку. Протягом 1860-х років Трувело провів численні досліди але значних успіхів не досяг.
Наприкінці 1860-х він здійснив подорож до Франції, звідки привіз яйця непарного шовкопряда. Яйця розмістили на деревах у дворі будинку вченого, але частина личинок розповсюдилася у сусідніх лісах. Усвідомивши масштаби проблеми, Трувело звернувся до колег, але на той час жодних заходів проти непарного шовкопряду вжито не було.
Трувело повернувся до Франції у 1882 році і цьому ж році на вулиці, де він жив почали швидко поширюватись личинки непарного шовкопряду. Проблема була настільки серйозною, що уряд штату вимушений був почати кампанію зі знищення непарного шовкопряду. Боротьба велась різними засобами, у тому числі:
- ручне збирання яєць шовкопряду;
- спалення інфікованих лісів;
- застосування інсектицидів.

Кампанія по знищенню непарного шовкопряду виявилась неефективною, незважаючи на значні кошти, які було на неї витрачено. У 1900 році її було відмінено.
Ареал непарного шовкопряду у Північній Америці продовжує розширюватись. За даними журналістських розслідувань ці шкідники завдають щорічно збитки близько 700 мільйонів доларів.

## Астрономія
Невдовзі після невдачі з шовкопрядом Трувело перестав займатися ентомологією і почав займатися астрономією.
У 1870 році Трувело спостерігав кілька полярних сяйв, що, як вважають стало значним поштовхом до його астрономічних досліджень.
Як астроном Трувело повною мірою використовував свій художній талант, створюючи замальовки своїх спостережень. Загалом за час своєї наукової роботи Трувело створив близько 7000 астрономічних зображень. Крім того він написав детальне керівництво з астрономічного малюнку.
У 1872 році Трувело було запрошено до штату Гарвардської обсерваторії. Її тодішній директор Джозеф Вінлок був вражений якістю та чіткістю малюнків Трувело.
У 1875 році Трувело запропонували протягом року для спостережень використовувати 26-дюймовий рефрактор Військово-Морської Обсерваторії США.
У 1875 році Трувело відкрив та описав явище «вуальних» плям на Сонці.
У 1882 році Трувело остаточно повернувся до Франції, де почав працювати у Меденській обсерваторії (філія паризької обсерваторії).
Серед наукових інтересів Трувело можна з впевненістю назвати спостереження Сонця — деталей його поверхні та корони, а також спостереження місяця та об'єктів сонячної системи.
Етьєн Леопольд Трувело опублікував більш як 50 наукових статей у різних астрономічних виданнях.
На честь Етьєна Леопольда Трувело було названо кратер на Місяці.

## Аргументи на користь існування життя на Марсі
Згідно з даними енциклопедії Британіка Трувело був першим, хто намагався обґрунтувати існування життя на Марсі з огляду на наукові дані. У 1884 році в одній з своїх статей він писав:
«Judging from the changes that I have seen to occur from year to year in these spots, one could believe that these changing grayish areas are due to Martian vegetation undergoing seasonal changes.»
Судячи зі змін, що їх я спостерігаю щороку у цих плямах, можна припустити, що ці сірі ділянки змінюються завдяки сезонним змінам Марсіанської рослинності 

## Галерея

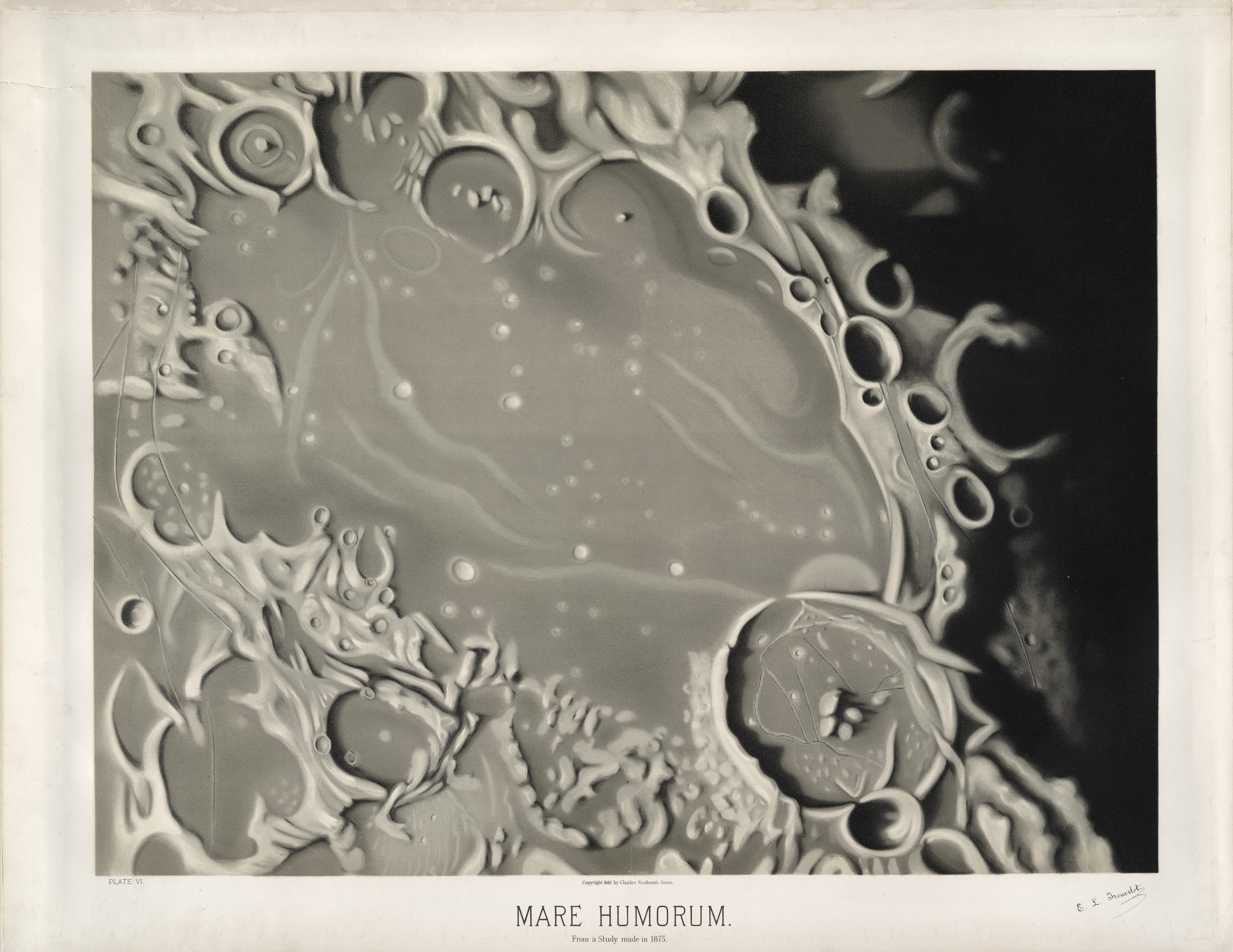
Море Вологості
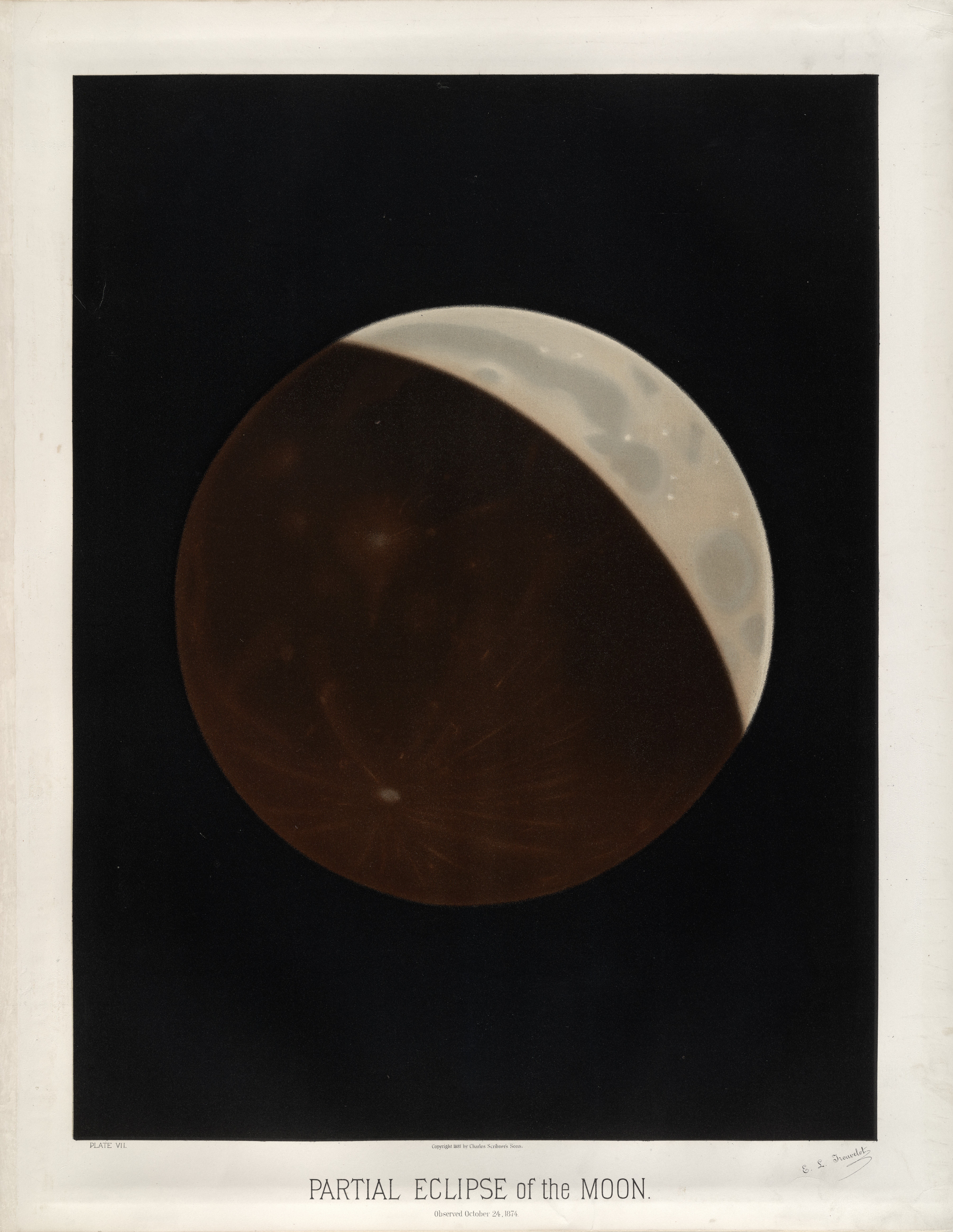
Часткове місячне затемнення 1874
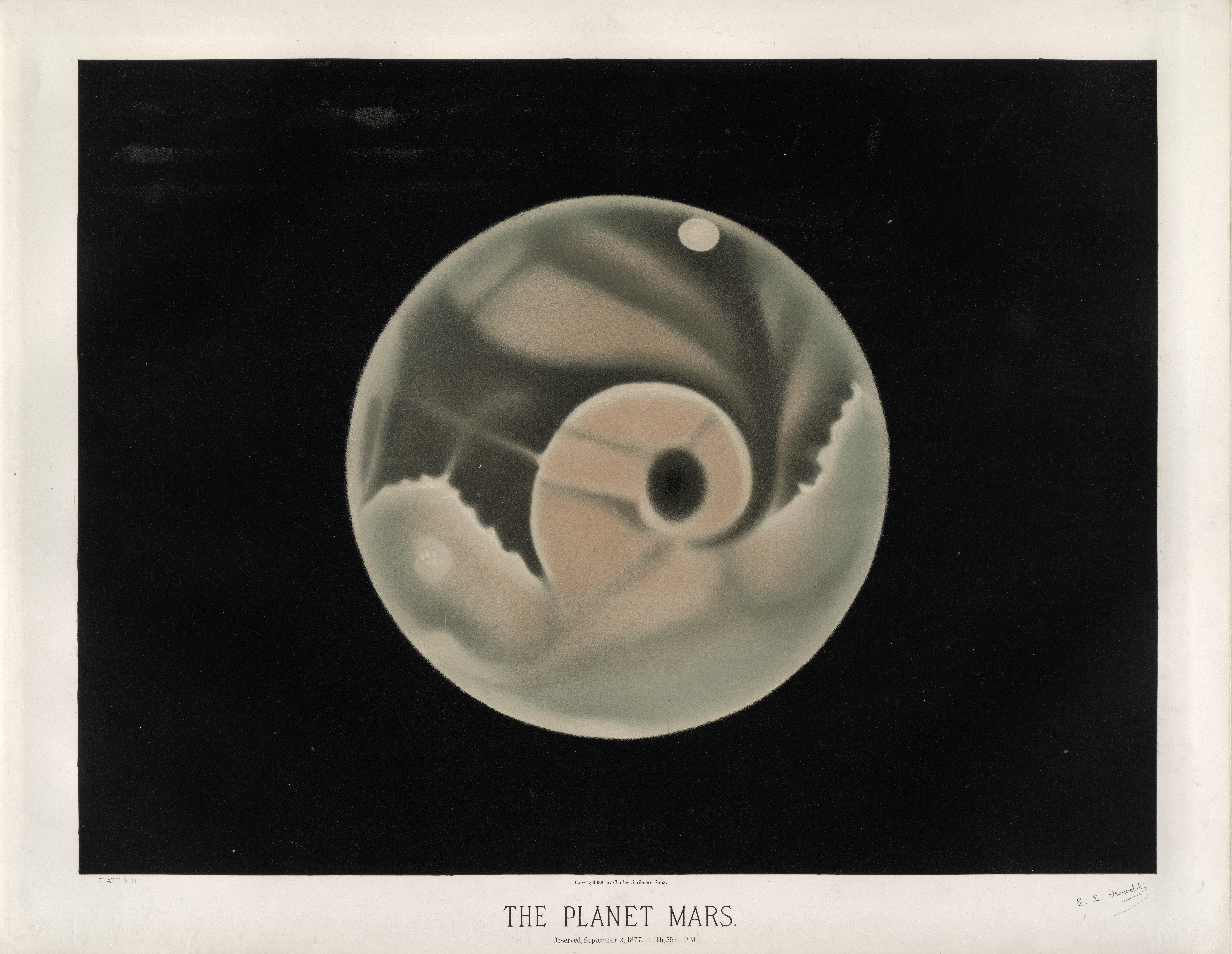
Планета Марс
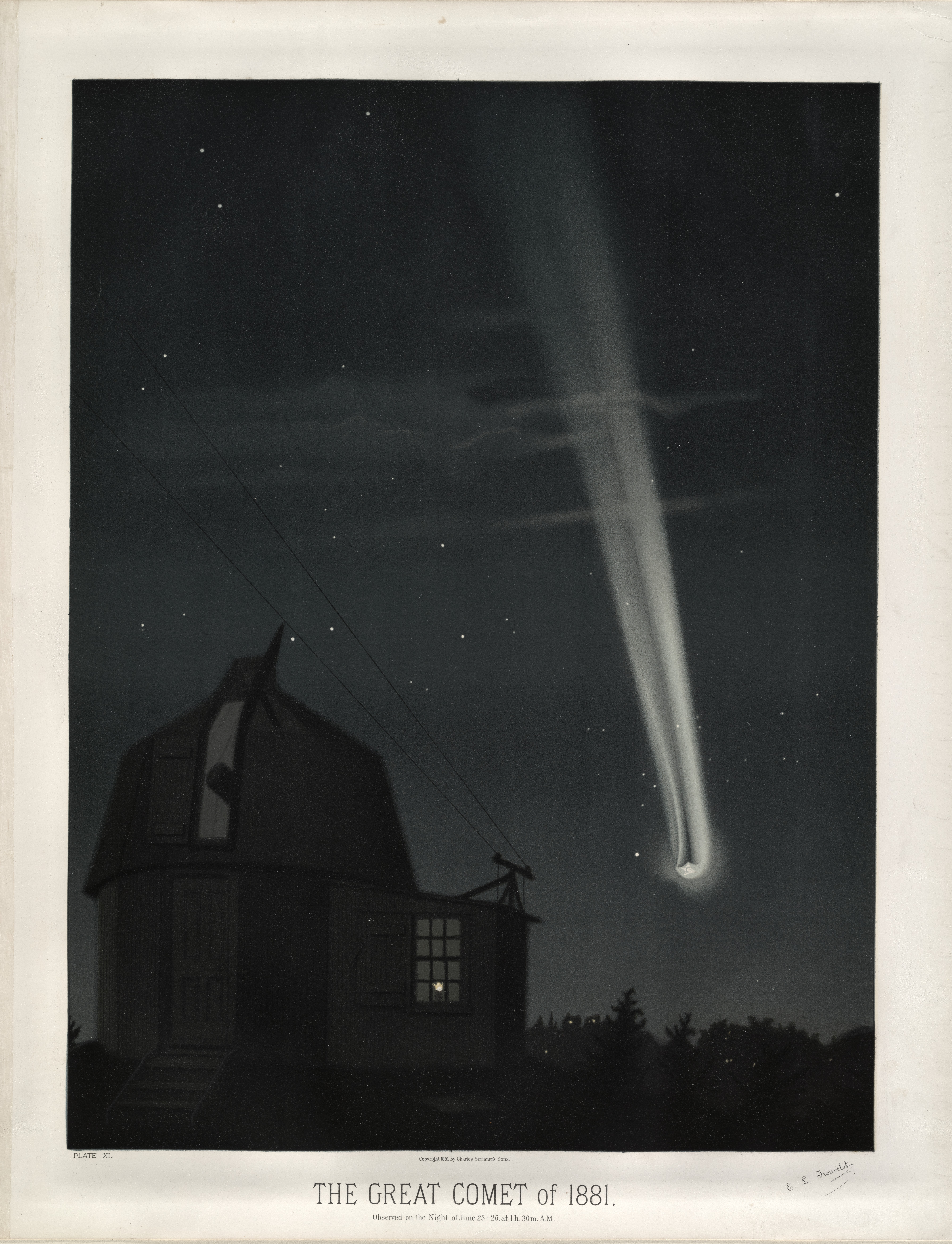
Велика Комета“ 1881 (C/1881 K1)
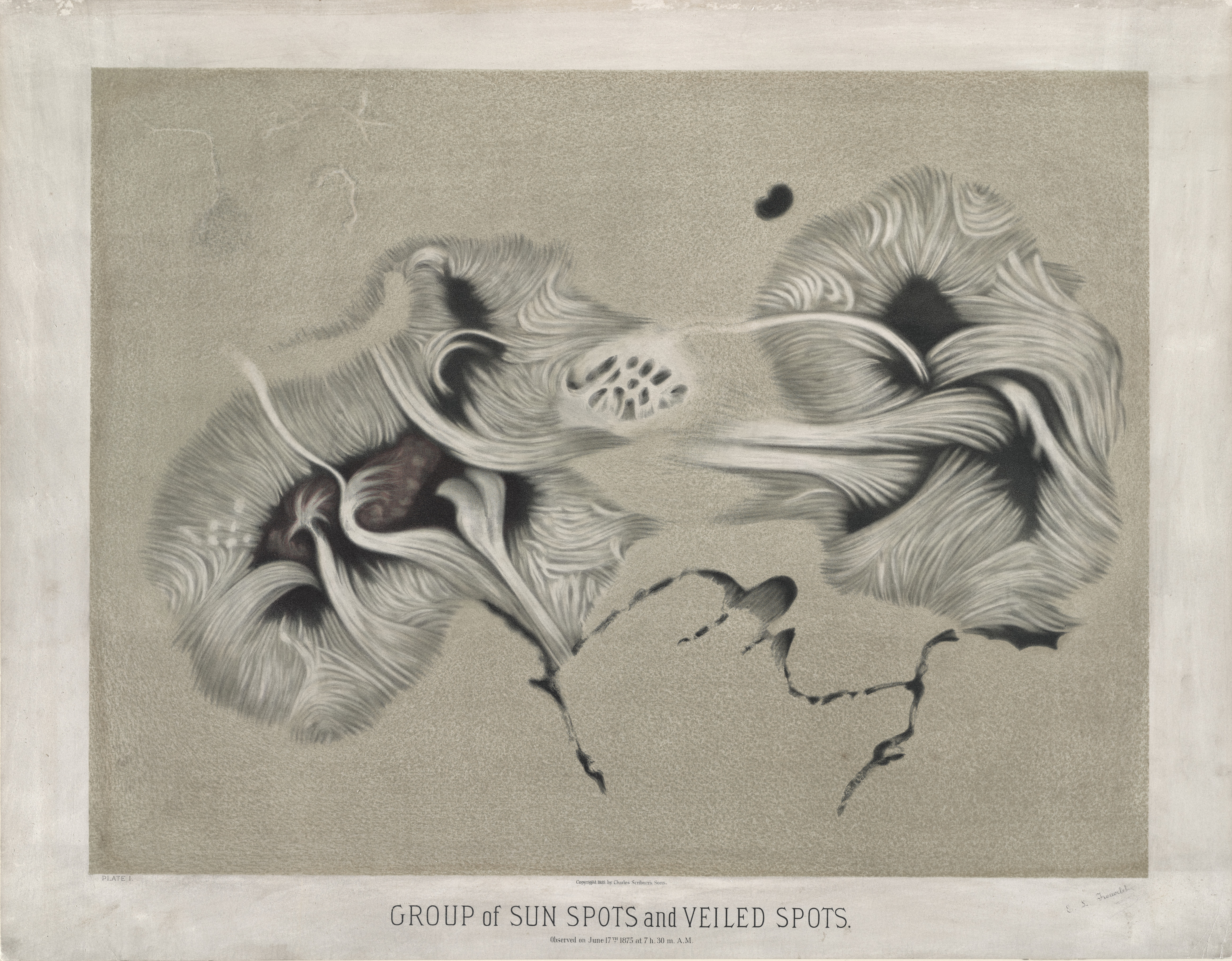
Група "Вуальних" плям на Сонці